# Kamila Gradus
Kamila Gradus-Kaczmarska (ur. 19 marca 1967 w Warszawie) – polska lekkoatletka, biegaczka maratonów. Reprezentowała barwy warszawskiej Legii.

## Kariera
Dwukrotnie startowała w lekkoatletycznych mistrzostwach świata, oba razy w maratonie. W Tokio (1991) zajęła 6. miejsce. a w Stuttgarcie (1993) była dziewiąta. Wystąpiła także w mistrzostwach świata w półmaratonie w 1995 w Belfort, zajmując 12. miejsce. Uczestniczyła w igrzyskach olimpijskich w Atlancie w 1996, ale nie ukończyła biegu maratońskiego.
Dwukrotnie wygrała prestiżowy bieg maratoński w Nagoi w 1993 i 1995. Zdobyła mistrzostwo Polski w półmaratonie w 1992 oraz brązowe medale w biegu na 10 000 metrów w 1989 i 2000.
Inne rekordy życiowe:
- bieg na 5000 metrów – 16:24,04
- bieg na 10 000 metrów – 33:22,43
- półmaraton – 1:11:45
- maraton – 2:26:55